# Vladimír Štěrba
Vladimír Štěrba (6. listopadu 1897 Přestavlky – 28. března 1940 Špilberk) byl československý legionář, důstojník, odbojář a oběť nacismu.

## Život

### Před první světovou válkou
Vladimír Štěrba se narodil 6. listopadu 1897 v Přestavlkách na Chrudimsku. Střední školu vystudoval v Olomouci, kde v roce 1915 i maturoval.

### První světová válka
Po vypuknutí první světové války byl Vladimír Štěrba povolán do c. a k. armády, absolvoval důstojnický kurz v Rijece a jako příslušník 79. pěšího pluku odeslán na ruskou frontu. Zde 26. listopadu 1916 společně s dalšími vojáky u Jelizarova dezertoval do ruského zajetí. Přihlásil se do Československých legií, kam byl přijat 12. června 1917. Absolvoval Sibiřskou anabázi a do Československa se přes Kanadu vrátil v létě roku 1920 v hodnosti kapitána.

### Mezi světovými válkami
Po návratu do Československa pokračoval Vladimír Štěrba v armádní službě, přičemž sloužil na mnoha místech. Koncem třicátých let se stal velitelem 3. praporu 27. pěšího pluku v Uherském Hradišti a zároveň velitelem školy pro důstojníky pěchoty v záloze u 14. divize. V roce 1938 pobýval jako delegát vojenské mise v Sovětském svazu. Dosáhl hodnosti podplukovníka. 

### Rodinný život
Dne 7. února 1923 se v Mariánských Horách oženil s devatenáctiletou Marií Hartmannovou. S manželkou Marií měl syna Vladimíra a Jiřího. 

### Druhá světová válka
Po německé okupaci v březnu 1939 vstoupil Vladimír Štěrba do protinacistického odboje v řadách Obrany národa, kde sehrál významnou úlohu při jejím organizování jako územní velitel prostoru jihovýchodní Moravy se sídlem v Uherském Hradišti. Tím se stal v červnu 1939. Za svou činnost byl 30. listopadu téhož roku zatčen gestapem a uvězněn ve věznici v Uherském Hradišti a následně na brněnském Špilberku, kde byl brutálně vyslýchán. Po konfrontaci s generálem Bohuslavem Všetičkou z obavy, aby neprozradil své spolupracovníky, spáchal 28. března 1940 sebevraždu. Věznitele ukolébal požadavkem, aby mu na samotku byla donesena tužka a papír s tím, že sepíše doznání. Druhý den ráno byl nalezen mrtev, aniž by cokoliv napsal. Urna s jeho popelem je uložena v kolumbáriu městského hřbitova v Kopřivnici.

## Ocenění

### Vyznamenání
- Československý válečný kříž 1914–1918

### Posmrtná ocenění
- Vladimír Štěrba byl in memoriam povýšen do hodnosti plukovníka a v roce 1948 do hodnosti brigádního generála
- V místní části Uherského Hradiště Mařatice byla po Vladimíru Štěrbovi pojmenována jedna z ulic